# Suffomyia sabroskyi
Suffomyia sabroskyi är en tvåvingeart som beskrevs av Mcalpine 2007. Suffomyia sabroskyi ingår i släktet Suffomyia och familjen Canacidae. Inga underarter finns listade i Catalogue of Life.